# 호라치우 몰도반
호라치우 알렉산드루 몰도반(루마니아어: Horațiu Alexandru Moldovan, 1998년 1월 20일 ~ )은 라리가 클럽 오비에도와 루마니아 국가대표팀에서 골키퍼로 활약하고 있는 루마니아의 프로 축구 선수이다.
그의 고향 클럽 CFR 클루지의 유소년 팀인 몰도반은 2021년에 라피드 부쿠레슈티에서 주전이 되기 전에 선수 생활의 첫 부분 동안 여러 팀을 대표했다. 3년 후, 그의 활약은 스페인 팀 아틀레티코 마드리드로 이적하는 데 영감을 주었다.
국가대표로, 몰도반은 2022년 11월 슬로베니아와의 친선 경기에서 루마니아 국가대표팀으로 처음 출전했다.

## 어린 시절
주니어 풋볼로 전향하기 전, 몰도반은 카트 레이싱, 엔진, 스피드에 열정적이었다. 그는 7살 때 그의 첫 축구를 보았고 "그 순간부터 축구가 전부였다"라고 말했다.

## 구단 경력

### 초기 경력
몰도반은 주니어 선수 생활의 상당 부분을 고향 팀 CFR 클루지에서 보냈지만, 그곳에서 시니어 데뷔를 하지 못했고 대신 헤르만슈타트와 에너제티아눌로 각각 임대되었다. 2019년과 2020년 사이 몰도반은 일련의 이적을 하였는데, 처음에는 리펜시아 티미쇼아라로 계약한 후 셉시 OSK로 이적한 후 리펜시아 티미쇼아라로 복귀했다.

### UTA 아라드
2020년 8월 10일, 몰도반은 UTA 아라드에 입단했다. 12일 후, 그는 1-1로 비긴 비토룰 콘스탄차 원정 경기에서 리가 I 데뷔 전을 치렀다. 그는 팀의 대체 선수 역할을 맡았고, 남은 기간 동안 3경기 출전에 그쳤다.

### 라피드 부쿠레슈티
2021년 1월 6일, 몰도반은 리가 II의 라피드 부쿠레슈티로 1년 6개월 계약으로 이적하여, 주전으로 자리매김했다. 라피드가 1부 리그로 승격한 후, 그는 2021-22년 시즌에 리그 37경기에 출전하여 11장의 무실점을 유지하며 팀을 9위로 마무리하는 데 도움을 주었다.
2022년 12월 14일, 몰도반은 페트롤룰 플로이에슈티와의 더비 경기에서 페널티킥을 막아내 3-1 승리를 이끌었다. 2023년 5월 21일, 그는 2025년 여름까지 1년 계약 연장에 동의했다. 그해 12월 21일, 《가제타 스포르투릴러》 신문은 몰도반이 2023년 루마니아 올해의 축구 선수상 투표에서 4위를 차지했다고 발표했다.

### 아틀레티코 마드리드
2024년 1월 24일, 몰도반은 80만 유로의 이적료에 라리가의 아틀레티코 마드리드로 이적하여 방출 조항을 대신했다. 그는 3년 6개월 계약을 맺었고, 등번호 1번을 받았다. 몰도반은 얀 오블라크의 백업 옵션으로 2023-24년 시즌이 끝날 때까지 데뷔 전을 기록하지 않았다.

## 국가대표팀 경력
2022년 11월 17일, 몰도반은 클루지 아레나에서 열린 슬로베니아와의 친선 경기에서 루마니아 국가대표팀 데뷔 전을 치렀다. 이듬해, 그는 UEFA 유로 2024 예선 8경기에 출전하여 자국의 조별 리그 무패 우승을 도왔다.